# Sottacqua
Sottacqua è un singolo della cantautrice italiana Chiamamifaro e del gruppo musicale italiano Rovere, pubblicato il 3 giugno 2022 come terzo estratto dal primo album in studio Post nostalgia di Chiamamifaro.

## Descrizione
Il brano, scritto dalla stessa cantautrice con Alessandro Belotti e Lorenzo Vizzini, è prodotto da Marco Paganelli, in arte Paga.

## Video musicale
Il video musicale, diretto da Nicolò Bassetto e Silvia Violante Rouge, è stato pubblicato il 15 luglio 2022 attraverso il canale YouTube della cantautrice.

## Tracce
Testi di Angelica Cristina Gori, Alessandro Belotti e Lorenzo Vizzini Bisaccia, musiche di Lorenzo Vizzini Bisaccia e Marco Paganelli.
1. Sottacqua – 3:21